# Orphnus mysoriensis
Orphnus mysoriensis är en skalbaggsart som beskrevs av John Obadiah Westwood 1845. Orphnus mysoriensis ingår i släktet Orphnus och familjen Orphnidae. Inga underarter finns listade i Catalogue of Life.